# Kenta Kakimoto
Kenta Kakimoto (japanisch 柿本 健太 Kakimoto Kenta; * 19. Oktober 1990 in Kitakyūshū, Fukuoka) ist ein ehemaliger japanischer Fußballspieler.

## Karriere
Kakimoto erlernte das Fußballspielen in der Schulmannschaft der Kyushu International University High School und der Universitätsmannschaft der Kyushu-Kyoritsu-Universität. Seinen ersten Vertrag unterschrieb er 2013 bei Giravanz Kitakyushu. Der Verein spielte in der zweithöchsten Liga des Landes, der J2 League. Für den Verein absolvierte er 21 Ligaspiele. 2015 wechselte er zum Drittligisten Blaublitz Akita. Für den Verein absolvierte er neun Ligaspiele. Im Juli 2015 wechselte er zu Suzuka Unlimited FC. Ende 2017 beendete er seine Karriere als Fußballspieler.